# کوشه‌نما
کوشه‌نما روستایی از توابع بخش مرکزی شهرستان کوهسرخ در استان خراسان رضوی است. این روستا در دهستان برکوه قرار دارد و براساس سرشماری سال ۱۳۸۵ جمعیت آن ۳۷۸ نفر (۱۱۲ خانوار) است.